# Ur (Lindberg)
Pour les articles homonymes, voir Ur.
Ur est une œuvre du compositeur finlandais Magnus Lindberg pour cinq instrumentistes et électronique. C'est une commande de l'IRCAM, où l'œuvre a également été composée. La création a lieu le 11 octobre 1986 à Paris, par l'ensemble intercontemporain sous la direction de Marc-André Dalbavie.

## Description
La pièce est pour cinq musiciens, et utilise les instruments suivants: clarinette, clarinette basse, piano, violon, violoncelle, contrebasse et synthétiseur.
C'est l'une des premières œuvres du compositeur, et utilise un style assez brutal, dans la lignée de l'œuvre précédente de Lindberg, Kraft.
Magnus Lindberg décrit d'ailleurs Ur comme étant un « Kraft de musique de chambre ».

## Discographie
- Enregistrement le 23-24 avril 1993 par l'ensemble intercontemporain sous la direction de Peter Eötvös[1].